# Drapac Cycling/Saison 2013
Dieser Artikel listet Erfolge und Fahrer des Radsportteams Drapac Cycling in der Saison 2013 auf.

## Erfolge in der UCI Asia Tour
Bei den Rennen der UCI Asia Tour im Jahr 2013 gelangen dem Team nachstehende Erfolge.
| Datum        | Rennen                       | Kat. | Sieger             |
| ------------ | ---------------------------- | ---- | ------------------ |
| 18.–24. März | Gesamtwertung Tour de Taiwan | 2.1  | Bernard Sulzberger |

## Erfolge in der UCI Oceania Tour
Bei den Rennen der UCI Oceania Tour im Jahr 2013 gelangen dem Team nachstehende Erfolge.
| Datum      | Rennen                              | Kat. | Sieger        |
| ---------- | ----------------------------------- | ---- | ------------- |
| 27. Januar | 5. Etappe New Zealand Cycle Classic | 2.2  | Thomas Palmer |

## Zugänge – Abgänge
| Zugänge            | Team 2012             | Abgänge        | Team 2013    |
| ------------------ | --------------------- | -------------- | ------------ |
| Luke Davison       | Team Budget Forklifts | Lachlan Norris | Team Raleigh |
| Bernard Sulzberger | Team Raleigh-GAC      | Rhys Pollock   | Unbekannt    |
| Johnnie Walker     | RBS Morgans-ATS       | Adam Semple    | Unbekannt    |
| Gordon McCauley    | Subway-Avanti (2010)  | Stuart Shaw    | Unbekannt    |
|                    |                       | Peter Thompson | Unbekannt    |

## Mannschaft
| Name               | Geburtstag       | Nationalität |
| ------------------ | ---------------- | ------------ |
| Luke Davison       | 8. Mai 1990      | Australien   |
| Floris Goesinnen   | 30. Oktober 1983 | Niederlande  |
| Robbie Hucker      | 13. März 1990    | Australien   |
| Darren Lapthorne   | 4. März 1983     | Australien   |
| Gordon McCauley    | 9. März 1972     | Neuseeland   |
| Thomas Palmer      | 28. Juni 1990    | Australien   |
| Adam Phelan        | 23. August 1991  | Australien   |
| Malcolm Rudolph    | 4. Januar 1989   | Australien   |
| Amir Mustafa Rusli | 5. Februar 1987  | Malaysia     |
| Bernard Sulzberger | 5. Dezember 1983 | Australien   |
| Johnnie Walker     | 17. März 1987    | Australien   |
| William Walker     | 31. Oktober 1985 | Australien   |